# Thomas Rapp (Eisstockschütze)
Thomas Rapp ist ein deutscher Eisstockschütze. Im Jahre 1999 nahm er an der Eisstock-Europameisterschaft teil und wurde mit der deutschen Mannschaft Europameister.

## Leben und Karriere
Thomas Rapp stammt aus dem Allgäu. Seine sportliche Laufbahn begann er beim EC Osterreinen, später wechselte er  zur ESG Füssen, mit der er 1998 Deutscher Meister in der Disziplin Mixed Team wurde. Noch im selben Jahr wurde er Mitglied der deutschen Eisstocknationalmannschaft, mit der er 1998 Weltmeister wurde. Für seine sportlichen Erfolge verlieh ihm der Bundespräsident das Silberne Lorbeerblatt, das ihm Bundesinnenminister Otto Schily am 23. Februar 2000 in Berlin überreichte.